# 玫瑰蹄盖蕨
玫瑰蹄盖蕨（学名：Athyrium roseum）为蹄盖蕨科蹄盖蕨属下的一个种。

## 扩展阅读
- 維基物種上的相關：玫瑰蹄盖蕨